# 金銅延嘉七年銘如來立像
金銅延嘉七年銘如來立像（금동연가7년명여래입상），為高句丽時代用金銅所製作的佛像，1963年發現於庆尚南道，宜寧郡，大義面，下村里。隔年1964年3月30日定為大韓民國國寶第119號。

## 形式

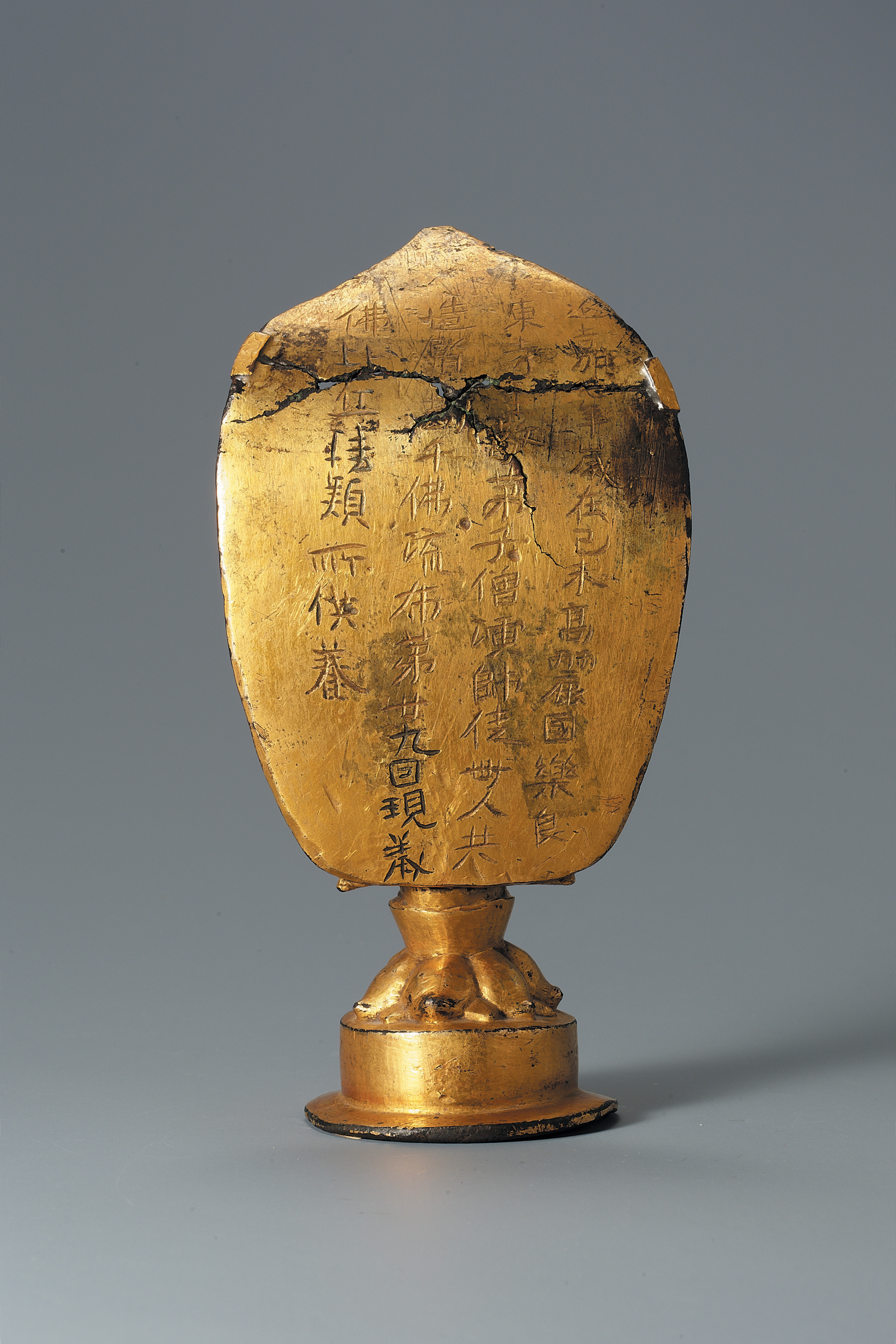
金銅延嘉七年銘如來立像背面

金銅佛像的蓮花紋臺座上，原是一尊立起的釋迦如來立像，立像光背刻有雲龍紋與四行共47個字的稀有銘文。
金銅如來佛像總高度為16.2公分，其中,佛像高度為9.1公分，光背高度佔12.1公分，而底座高度為4.1公分，此尊立像與我們平常所常見的佛像非常不同。自延嘉七年開始，佛像的特點為佛像背面會有明顯的刻字。由國立中央博物館所保存的資料來看，此尊金銅如來佛像看起來，幾乎沒有任何損壞的地方。
佛像的特色為矮平的髮髻，頭上盤著螺髮，圓眼，長臉，嘴巴略帶淺淺的笑容。方圓大耳，呈現出古典的模樣。

## 銘文
光背的背面刻有四行共47個字的文句，雕刻的方式為採用陰刻的方式。
- 「延嘉七年歲在己未高麗國樂良 東寺主敬第子僧演師徒卌人共 造賢劫千佛流布第卄九因現義 佛比丘法穎所供養」

## 失與復
金銅延嘉七年銘如來立像，曾於1967年10月24日被偷，但在失竊後12小時即立即被尋回。